# Heinrich Busse
Heinrich Busse (10 de abril de 1909 - 6 de novembro de 1998) foi um oficial alemão que serviu durante a Segunda Guerra Mundial. Foi condecorado com a Cruz de Cavaleiro da Cruz de Ferro.

## Carreira

### Patentes
Oberstleutnant

### Condecorações
| Cruz de Ferro 2ª Classe                         |
| Cruz de Ferro 1ª Classe                         |
| Folhas de Carvalho nº 637 28 de outubro de 1944 |